# Магнетизам
Магнетизам је појава привлачења или одбијања гвоздених предмета. За магнетизам је везано постојање две врсте полова. Истоврсни полови се одбијају, а различити се привлаче. Магнетни полови су нераскидиви, односно не може једно тело бити само једног пола а другог да нема. Уобичајено је да се полови зову северни и јужни, из историјских разлога. Физички је немогуће имати једнопол, магнет са једним полом. Зато се магнет зове дипол, јер има оба пола. Магнете можемо поделити на: природне (нпр. магнетит) и вештачке.
Магнетизам је један облик појављивања дуалне, електромагнетске силе, према Максвеловим једначинама. Дуалност се огледа у чињеници да електрична струја (кретање електрицитета) изазива (индукује) магнетско поље, а да промена магнетског поља изазива електрично поље (и кретање слободних носилаца електрицитета, електричну струју).
Магнетско поље је посредник узајамног деловања магнетским силама.
Величина која карактерише магнетско поље у некој његовој тачки је векторска величина са смером и правцем као и интензитетом. С обзиром да се визуелизација магнетског поља остварује цртањем линија сила магнетског поља то се јачина поља дочарава густином линија. Јединица флукса (количине линија сила поља) је вебер (Wb), али је то непрактична величина јер није значајан флукс за интензитет магнетских сила већ густина линија која се назива индукција магнетског поља и њена јединица је тесла (Т).

## Историја
Магнетизам је први пут откривен у античком свету, кад је запажено да магнетне руде, које су природно магнетизовани комади минерала магнетита, могу да привлаче гвожђе. Реч магнет потиче од грчког термина μαγνῆτις λίθος magnētis lithos, „магнетни камен”, „магнетна руда”. У античкој Грчкој, Аристотел је приписао прву дискусију о магнетизму која се може сматрати научним филозофу Талесу са Милета, који је живео у периоду од око 625 пне до око 545 пне. Антички индијски медицински текст са насловом Сушрута Самхита описује употребу магнетита за уклањање стреле убодене у тело човека.

### Магнетизам у древној Кини
За разлику од папира, магнетни компас је био направа без које је кинеска цивилизација могла живети исто као и с њом, али овај случај управо показује везе између науке и технологије у древној Кини. Тајновита својства магнетног камена (природни магнетизам минерала магнетита) била су позната до 300. п. н. е. и првобитно су коришћена као средство прорицања. До 100. п. н. е. је постало познато да се магнетна игла усмерава дуж правца север-југ и то је својство коришћено у геомантији или умећу фенг шуи, правилном постављању кућа, храмова, гробница, путева и других грађевина. Касније се појавила разрађена натуралистичка теорија која је објашњавала кретање магнетне игле као одзив на струјање енергије кроз и око Земље, што је пример који показује да технологија понекад подстиче претпоставке о природи, а не само обратно, како се данас уобичајено мисли.
У Кини су касније магнети произвођени на различите начине: трљањем жељеза магнетитом или магнетизованим жељезом, ковањем загрејане жељезне траке постављене у смеру сјевер-југ, те наглим урањањем загрејане жељезне шипке, постављене у смеру сјевер-југ, у воду. Први поуздани приказ примитивног, али упорабивог компаса или синана, налази се у књизи из 83. године, док остали извори сежу можда и до 4. века п. н. е. Комад магнетита би се издубио у облику заимаче (кутлаче за узимање и преношење супе), која би се поставила на камену плочу равне, углачане површине, а дршка би се потом усмерила према југу. Извори наводе да је осим у геомантији кориштен и за оријентацију током путовања.

### Магнетизам у средњем веку
У 13. веку утврђено је да и жељезо постаје магнетично ако се преко њега прелази другим магнетом. Тако настају вештачки магнети. Магнети могу бити различитих облика. Најчешће су у облику игле, штапића и потковице. Петрус Перегринус први је у Европи (1269) детаљније описао навигацију помоћу магнетне игле. Вилијам Гилберт (1600) открио је магнетизам Земље, а Шарл-Огистен де Кулон поставио је 1785. закон о привлачењу и одбијању магнетних полова. До почетка 19. века сматрало се да електричне и магнетске појаве нису повезане. Епохално је откриће данског физичара Ханса Кристијана Ерстеда, који је (1820) утврдио да електрична струја делује на магнетну иглу. Пет година касније Андре-Мари Ампер открио је закон о силама међу проводницима кроз које тече електрична струја. Тада је конструисан и први електромагнет. Око 1830. Мајкл Фарадеј, Џозеф Хенри и Хајнрих Ленц открили су електромагнетску индукцију и њезине законитости, а Џејмс Клерк Максвел је 1873. сјединио Ерстедове и Фарадејеве спознаје у заокружену целину електричних и магнетских појава.

## Својства
Осим природних магнета, постоје и вештачки магнети, који се деле на сталне магнете и електромагнете. Стални магнети израђују се од посебних жељезних легура (тзв. тврдих феромагнетских материјала) и трајно задржавају магнетна својства. Уз сталне магнете постоје и електромагнети (завојнице с језгром од меког жељеза), који су магнети само док кроз њихову завојницу тече електрична струја.
Ако се магнет у облику танког штапа обеси тако да се може слободно вртети у хоризонталној равни, магнетски штап ће се окренути тако да једним крајем показује приближно према северу. Тај крај се назива северним полом магнетског штапа и означава се словом  (енг. north). Други је крај окренут према југу па се означава словом  (енг. south). Приближи ли се северни пол једног магнета северном полу слободно обешене магнетне игле, они ће се међусобно удаљавати. Слично се догађа и за јужне полове. Напротив, северни пол магнета привлачи јужни пол магнетске игле и обрнуто. Последица међуделовања магнета је магнетска сила која може бити одбојна и привлачна. У близини полова магнета магнетске силе су најјаче. Перегринусовим експериментом се може закључити да се магнет састоји од великог броја малих, елементарних магнета који чине низове, а на крајевима имају слободне полове N и S.

### Дијамагнетизам
Дијамагнетизам је својство многих хемијских елемената (нпр. злата, сребра, цинка, силицијума, фосфора, водоника, племенитих гасова) и већине органских једињења, које обележава слаба магнетска пермеабилност. То су дијамагнетици, њихова је релативна магнетна пермеабилност мања од 1 и готово не зависи од температуре. Код тих се материја спољашње магнетно поље неутрализује пољем које ствара кружно кретање електрона, такозвана Ларморова прецесија (Џозеф Лармор), па је због тога густина магнетског тока заправо мања од густине тока у спољашњем магнетском пољу. Аномални дијамагнетици, на пример графит и бизмут, имају већину својстава дијамагнетних материја, али им је магнетна пермеабилност 10 до 100 пута већа од пермеабилности осталих дијамагнетика и на ниским температурама зависи од температуре. Код свих дијамагнетичних материја магнетно поље пролази готово недеформирано (строго узевши само за магнетску пермеабилност 1), па се те материје у макроскопским условима очитују као „немагнетне” (не привлачи их магнет). Дијамагнетска својства показују и материје код којих се јавља суперпроводност.

### Парамагнетизам
Парамагнетизам је својство многих материја, хемијских елемената (на пример алуминијума и кисеоника) и хемијских једињења, које обележава релативна магнетска пермеабилност нешто већа од 1. То је у природи најчешћи облик магнетизма. Парамагнетичне материје у магнетском пољу добијају слаб додатни индуковани магнетизам истог смера као и поље, који настаје делимичним усмеравањем атомских магнетних момената и већи је на нижој температури. У парамагнетском стању магнетски моменти атома слабо међусобно делују и нису колективно уређени. И те материје не показују макроскопску „магнетичност”, али се, на пример, куглица од алуминијума при паду кроз јако поље потковастог магнета успорава. Код њих се због топлотног кретања атома или јона стално мењају смерови резултантних магнетних момената тако да је укупни магнетни момент једнак нули иако су им резултантни магнетни моменти различити од нуле.

### Феромагнетизам
Феромагнетизам је својство карактеристично за жељезо, никал, кобалт и гадолинијум, за њихове међусобне легуре и нека једињења с другим елементима, а само за мали број материја у којима се та четири елемента не појављују. Феромагнетичне материје имају изразиту релативну магнетску пермеабилност, знатно већу од 1 (од 1000 до 10 000). Феромагнетизам настаје као последица јаких међуделовања (интеракција) магнетних момената атома, због чега настаје колективно магнетно уређење, такозвана спонтана магнетизација, која се с порастом температуре смањује. Због тога феромагнетичне материје показују јаку „магнетичност”, у спољашњем магнетном пољу постају индуковани магнети које затим то поље привлачи. То индуковано поље могу задржати неко време, па и стално.
Посебно је важна Киријева тачка, тј. гранична температура изнад које те материје губе феромагнетична својства и постају парамагнетици (за жељезо 758 °C, никал 360 °C, кобалт 1075 °C, гадолинијум 16 °C). Хлађењем на температуру нижу од Киријеве поновно настаје феромагнетно стање. Феромагнетичне материје имају више или мање изражен такозвани реманентни магнетизам или заостали магнетизам: ако се доведу у магнетно поље и затим деловање поља уклони, њихова магнетизација не ишчезне потпуно (хистерезис). Тако се од материје са великим реманентним магнетизмом добивају јаки стални или перманентни магнети. Посебну групу феромагнетичних материјала чине материје познате под називом ферит.
Антиферомагнетици (нпр. манган оксид, манган сулфид, гвожђе сулфид) су материје којима магнетна пермеабилност на критичној температури (слично Киријевој тачки) пролази кроз максимум. Те су материје по осталим магнетним својствима врло сличне феромагнетицима, односно изнад такозване антиферомагнетске Киријеве тачке парамагнетицима.

### Феримагнетизам
Феримагнетизам је појава код које се магнетни моменти суседних атома или јона у ограниченим подручјима кристала (домена), која су феромагнетска, међусобно поништавају, слично низу перманентних магнета супротних оријентација. Такве материје, понајвише ферити, одликују се великом електричном отпорношћу која је узрокована преласцима електрона на границама домена, а на температурама вишима од Киријеве, као и феромагнетичне, прелазе у парамагнетичне материје.

### Метамагнетизам
Метамагнетици показују јаку анизотропију магнетних својстава; у смеру су једне кристалне осе парамагнетици, а у смеру друге феромагнетици. Таквих је материја врло мало, на пример кобалт, жељезо и калцијум хлорид.

### Електромагнетизам
Електромагнетизам је појава магнетнога поља изазвана променама електричног поља, односно током електричне струје. Ту је појаву први уочио Мајкл Фарадеј, а теоретски разјаснио Џејмс Клерк Максвел. Електрично и магнетно поље уско су повезани и свака промена једног од поља изазива промену другог, па се схватају као јединствено електромагнетно поље (електродинамика). Та су два поља у свакој тачки простора међусобно нормална. Према Био—Саваровом закону сви делићи (дужине ds) неког електричног проводника којим тече електрична струја (i) стварају у тачки на удаљености (r) магнетно поље јачине (H), које је одређено једначином:
{\displaystyle \mathbf {H} ={\frac {i}{c}}\int {\frac {d\mathbf {s} \times \mathbf {\hat {r}} }{|\mathbf {r} |^{3}}}}
где је c брзина простирања магнетног поља, то јест брзина светлости. Помоћу те једнакости може се израчунати јачина магнетног поља у свакој тачки простора било како обликованог проводника струје (електродинамичко деловање).

## Земљин магнетизам
Наша планета поседује слабо магнетско поље али довољно да може да се користи за навигацију. Магнетни полови Земље су блиски географским половима и стога су поуздани за грубу навигацију, а вековима су представљали главни начин за сналажење морепловаца. У ове сврхе се користи компас. Северни крај магнетне игле компаса окреће се у правцу северног геомагнетског пола. У околини полова је правац показивања магнетске игле непоуздан.
Земљин магнетизам није константан. Постоји више теорија о његовом настанку, али је сигурно да је физички узрок постојање кружног кретања велике количине наелектрисања у језгру Земље. Постоје докази да се у историји дешавало да магнетско поље Земље потпуно нестане и да промени смер. Разлог оваквог понашања остаје веома тајанствен. Магнетски пол Земље је локација на површини где су линије поља нормалне на површину Земље. Данас се може приметити процес привидног кретања земљиних магнетских полова које износи и по неколико километара годишње. Године 2003. је положај северног магнетног пола био 78°18' N, 104° W међу острвима Краљице Елизабете, Канада, а брзина кретања је између 9 и 40 km/год у правцу северозапада (из Канаде према Сибиру).
Значај постојања Земљиног магнетског поља је кључан за сав живи свет. Јачина магнетског поља је довољна да у високим слојевима, дубоко у свемиру, скрене наелектрисане честице високе енергије (Сунчев ветар) да не улазе у земљину атмосферу и не изазивају деструктивне последице по ћелије и организме.
Кретање наелектрисаних честица из сунчевог ветра које се крећу дуж линија магнетског поља и у близини полова улазе у атмосферу изазивају електрична пражњења у високим слојевима која се зову "поларна светлост" и виде се као светлеће завесе, играјућа светлост, светлуцање неба веома видљив током поларних ноћи.

## Магнетно хлађење
Магнетно хлађење је технологија која се употребљава у области истраживања ниских температура (око апсолутне нуле). Супстанца која се хлади магнетном методом мора бити парамагнетна. Када се парамагнетик унесе у магнетско поље долази од оријентације спинова чиме се практично смањује њихова покретљивост. Када се поље уклони, због топлотног кретања, спинови ће опет постати хаотично усмерени у свим правцима. Ако је систем изолован, адијабатски, тада је једини извор енергије за повећање покретљивости након уклањања поља његова сопствена топлотна енергија. И пошто нова слобода за кретање одузима део енергије систему доћи ће до пада температуре. Дакле, цео процес се одвија у два корака. У првом, изотермском, спинови се оријентишу и цео систем спољашњим хлађењем у присуству спољашњег магнетског поља доведе на најнижу могућу температуру. Онда се систем изолује и уклањањем спољашњег поља долази до додатног хлађења. Процес се зове хлађење адијабатским размагнетисавањем. Идеју о магнетном хлађењу је први публиковао канадски физичар Вилијам Џиок 17. децембра 1926. године, а експериментално је доказао 12. априла 1933. на Универзитету Калифорније. Овим методом је постигао температуру 0,53 К, а каснијим усавршавањем и температуре од 0,34 K и 0,25 K.
Адијабатским размагнетисавањем нуклеарних спинова фински истраживачи су 1999. постигли у металном родијуму температуру од 100 pK пико келвина или 0,0000000001 K.